# Exeristis asyphela
Exeristis asyphela là một loài bướm đêm trong họ Crambidae.